# Babakan Anyar
Babakan Anyar is een plaats (kelurahan) in het onderdistrict (kecamatan) Kadipaten van het regentschap Majalengka in de provincie West-Java, Indonesië. Babakan Anyar telt 1990 inwoners (volkstelling 2010).